# Nanos Vells de Tarragona
Nanos Vells són els capgrossos més antics de Tarragona.
Les principals celebracions festives populars de la ciutat de Tarragona, com Santa Tecla o Sant Magí, compten amb un conjunt d'elements festius centenaris, d'entre els que destaquen els Nanos Vells.
Els Nanos actuarien com a preservadors de l'espai sagrat necessari per realitzar la festa tot obrint el pas i alhora són el contrapunt més popular, amb una funcionalitat més lúdica.

## Referència històrica
L'any 1864, sota el mandat de l'alcalde Josep Maria Albanès i Suñer, es va assignar als regidors Joaquim de Canals i Josep Boada la tasca d'encarregar una comparsa de dotze nanos que substituïssin als que tenia llavors l'Ajuntament. L'alcalde va emetre un comunicat on s'hi especificava el següent:
«Se ha acordado comisionar a los Sres. Canals y Boada para que sin levantar mano adquieran una comparsa de doce enanos para que substituyan a los que actualmente posee la municipalidad y se hallan enteramente inútiles. Con este motivo se ha mirado conveniente que los expresados se hallen ultimados para cuando haga su entrada en esta Diócesis el nuevo Prelado, en cuyo acto solemne precederán al Ayuntamiento en unión de los gigantes y negritos.»
La primera vegada que els tarragonins i les tarragonines van veure els nanos va ser amb la rebuda de l'arquebisbe Francesc Fleix i Solans, l'11 de gener de 1865.
Fins a l'any 1986 els portadors dels Nanos eren assalariats, moment en el qual es posaren les bases per la creació de l'actual Agrupació de Portadors dels Nanos Vells de Tarragona, una entitat sense ànim de lucre formada per 81 membres.

## L'Agrupació
L'any 1986, sota el mandat de l'alcalde Josep Maria Recasens i Comes, un grup de joves de la ciutat reben l'encàrrec de portar els nanos, els tretze de Bernat Verderol i els quatre incorporats durant la segona meitat del Segle XX. Són joves que formen part d'entitats culturals i associatives durant el context polític de la recuperació de la cultura popular de la ciutat. Així doncs, durant les festes de Santa Tecla de l'any 1986 marquen la primera sortida on els nanos són portats tant per homes com per dones.
L'any 1988 aquest grup de joves decideixen constituir una agrupació, per tal de donar forma jurídica i legal al grup, a més de formalitzar la seva relació amb el consistori. L'acta fundacional es va signar el 22 d'octubre de 1988, i va comptar amb vint-i-un membres. La primera assemblea es va celebrar el 16 de desembre de 1988
Trenta anys després, l'Agrupació va renovar la seva junta. Jaume Sendra, president de manera ininterrompuda des de l'any 1993, va anunciar la seva retirada l'any 2019 i Jorge Pérez de la Torre, qui havia entrat com a vocal en 2013 va començar la seva presidència. La candidatura de Pérez de la Torre incorporà Elena Gavaldà com a vicepresidenta i Laura Sendra com a nova secretària. La resta de membres de la junta es van mantenir.

## Rèpliques
L'any 1999, l'Agrupació va començar a treballar en la creació de rèpliques exactes dels Nanos Vells fetes amb fibra de vidre. Es va buscar finançament a diferents col·lectius i entitats de la ciutat i el suport de l'Ajuntament de Tarragona. La intenció era fer uns nanos molt més lleugers i fàcils de portar i que no es fessin tant malbé amb les inclemències del temps. Es van dissenyar nous vestits més fàcils de cordar i descordar.
Les rèpliques dels Nanos Vells van sortir per primer cop a la cercavila de Santa Tecla, el dia 23 de setembre del 2002. Les rèpliques, que són les que surten actualment al Seguici Popular, estan desades al local de l'Agrupació, a la mateixa Casa de la Festa, juntament amb els nous vestits.
L'any 2019, es va encarregar l'obertura de tots els vestits femenins per cordar-los a l'estil “bata” i es van cosir i apariar les peces de roba malmeses.

## El 150è aniversari
L'any 2015, els Nanos Vells van celebrar els seus 150 anys d'història, sota la presidència d'en Jaume Sendra i Solé. La sortida es va celebrar l'11 de gener del 2015, 150 anys després de la primera aparició en públic de la comparsa. El Nano Capità va ser l'element escollit per les dissenyadores del cartell de les festes, l'Elena Gavaldà Dattoli i la Jordina Estopà Masdeu. Per tal de donar a conèixer l'Agrupació i de buscar-ne nous integrants, es va fer l'activitat Sigues Nano per un Dia!, on els nens podien ser portadors dels Nanos per una estona. 

## Jaume Sendra, Perpetuador de les Festes
L'any 2019, l'Agrupació va recomanar a Jaume Sendra com a Perpetuador de les Festes de Santa Tecla perquè ja havia sigut President des de l'any 1992 fins al 2019. L'Ajuntament de Tarragona, va donar-hi suport. Jaume Sendra i Solé va ser reconegut com a Perpetuador de les Festes de Santa Tecla de 2019 en l'acte de la Crida, el 13 de setembre de 2019 al palau municipal. L'alcalde Pau Ricomà i Vallhonrat el va acompanyar fins al balcó del consistori, on tots dos van sostenir la metxa que va encendre els Onze Morters de Santa Tecla i la primera Tronada de la Pirotécnica del Mediterráneo de Vilamarxant.